# Hyantis ocellata
Hyantis ocellata är en fjärilsart som beskrevs av Brooks 1939. Hyantis ocellata ingår i släktet Hyantis och familjen praktfjärilar. Inga underarter finns listade i Catalogue of Life.